# 마지막 지수
마지막 지수는 매주 월요일마다 네이버 웹툰에서 연재 중인 웹툰이다.